# St Barth Commuter
St Barth Commuter – linia lotnicza z siedzibą na Saint-Barthélemy, we Francji. Została założona w 1995.

## Flota[1]
- 4 Cessna C208B Grand Caravan